# Studio Building (Toronto)
Pour les articles homonymes, voir Studio Building.
Le Studio Building est un immeuble situé à Toronto en Ontario, à l'adresse 25 Severn Street.
Ce fut l'habitation et le lieu de travail du fameux Groupe des Sept, groupe d'artistes peintres canadiens, qui l'occupèrent à partir de 1913.
Il a été désigné comme Lieu historique national du Canada en 2005.